# Ticao
Ticao est l'une des trois îles majeures formant la province de Masbate aux Philippines. 
Elle se situe en mer des Philippines, plus localement en mer de Samar, fait 334 km2 et est subdivisée en 4 municipalités :
- Batuan,
- Monreal,
- San Fernando,
- San Jacinto.